# یواس‌اس ویندیکاتور (۱۸۶۳)
یواس‌اس ویندیکاتور (۱۸۶۳) (به انگلیسی: USS Vindicator (1863)) یک کشتی بود که طول آن not known بود. این کشتی در سال ۱۸۶۴ ساخته شد.